# Juventud Deportiva Arrate
Juventud Deportiva Arrate er en håndboldklub fra Eibar. Holdet spiller i den sapnske håndboldloiga, Liga ASOBAL

## Klubbens navne
- Fra 1990 til 1991: Xerox Arrate
- Fra 1991 to nu: JD Arrate

## Halinformation
- Navn: – Polideportivo Ipurua
- By: – Eibar
- Kapacitet: – 3,500
- Adresse: – C/Santaines Kalea s/n.